# Gardar Svavarsson
Gardar Svavarsson var enligt Landnamsboken Islands upptäckare och av svensk härkomst. 
Enligt Haukr Erlendssons version av "Landnámabók", en bok som beskriver Islands kolonisering, ägde Gardar jordagods på Själland i Danmark. Han var gift med en kvinna från Hebriderna. Vid en resa dit på 860-talet, med avsikt att lyfta arvet efter sin svärfar, råkade Gardar ut för en storm i Pentland Firth. Stormen drev hans skepp långt västerut i havet, tills han nådde Islands östkust. Han kringseglade det nya landet, och fann att det var en ö. Han kallade ön för Garðarshólmi - Gardarsholm. Gardar landsteg på nordkusten, vid det inre av havsbukten Skjálfandi. Han byggde sig där ett hus och övervintrade. Platsen kallas allt sedan dess för Húsavík. Nästa sommar seglade Gardar bort. Vid hemkomsten prisade han det nya landet mycket och kallade det Gardarsholm.
Gardars ofrivilliga upptäcktsfärd inträffade sannolikt mellan åren 860 och 865. Man känner inte till något om hans senare öden.

## Gardar Svavarssons ättlingar
Gardar Svavarssons son Uni utvandrade själv till Island. Där genomförde Uni ett misslyckat försök att vinna Island för Norges kung men med sig själv som jarl över ön. Sonen Uni dödades av lokala bönder som redan hunnit bosätta sig på ön. Uni hann dock få en egen son, Hróar, innan han dog. 
Gardars sonson Hróar nämns i sin tur i bland annat Njáls saga såsom gode – alltså präst inom asatron – i samhället Tunga i Norge. Hróar bråkade med andra män; han utmanades vid två tillfällen på strid och segrade i bägge striderna. Hróars fru Arngunnur var syster till Gunnar Hámundarson, en av hjältarna i Njáls saga.